# Karin Knapp
Karin Knapp (Brunico, 28 de Junho de 1987) é uma ex-tenista profissional italiana.
Ela é uma italiana de ascendência alemã, do Sud Tirol.
Anunciou aposentadoria em maio de 2018, mas seu último jogo foi no Australian Open de 2017. Realizou cinco operações no joelho, e depois da última, em fevereiro de 2017, não conseguia mais treinar sem ficar três dias sem poder andar.

## WTA Tour finais

### Simples: 4 (2 títulos, 2 vices)
| Legenda                                      |
| -------------------------------------------- |
| Grand Slam (0–0)                             |
| WTA Tour (0–0)                               |
| Tier I / Premier Mandatory & Premier 5 (0–0) |
| Tier II / Premier (0–1)                      |
| Tier III, IV & V / International (2–0)       |

| Títulos por Piso |
| ---------------- |
| Duro (1–1)       |
| Grama (0–0)      |
| Saibro (1–0)     |
| Carpete (0–0)    |

| Posição | N. | Data              | Campeonato                                        | Piso     | Oponente          | Placar             |
| ------- | -- | ----------------- | ------------------------------------------------- | -------- | ----------------- | ------------------ |
| Vice    | 1. | 17 Fevereiro 2008 | Proximus Diamond Games, Antuérpia, Bélgica        | Duro (i) | Justine Henin     | 3–6, 3–6           |
| Campeã  | 1. | 13 Setembro 2014  | Tashkent Open, Tashkent, Uzbequistão              | Duro     | Bojana Jovanovski | 6–2, 7–6(7–4)      |
| Campeã  | 2. | 23 Maio 2015      | Nürnberger Versicherungscup, Nürnberger, Alemanha | Saibro   | Roberta Vinci     | 7–6(7–5), 4–6, 6–1 |
| Vice    | 2. | 26 Julho 2015     | Gastein Ladies, Bad Gastein, Áustria              | Saibro   | Samantha Stosur   | 6–3, 6–7(3–7), 2–6 |

### Duplas: 3 (3 vices)
| Legenda                                      |
| -------------------------------------------- |
| Grand Slam (0–0)                             |
| WTA Tour (0–0)                               |
| Tier I / Premier Mandatory & Premier 5 (0–0) |
| Tier II / Premier (0–0)                      |
| Tier III, IV & V / International (0–3)       |

| Títulos por Piso |
| ---------------- |
| Duro (0–1)       |
| Grama (0–0)      |
| Saibro (0–2)     |
| Carpete (0–0)    |

| Posição | N. | Data          | Campeonato                                           | Piso     | Parceira         | Oponentes                        | Placar           |
| ------- | -- | ------------- | ---------------------------------------------------- | -------- | ---------------- | -------------------------------- | ---------------- |
| Vice    | 1. | 22 July 2007  | Internazionali Femminili di Palermo, Palermo, Itália | Saibro   | Alice Canepa     | Mariya Koryttseva Darya Kustova  | 4–6, 1–6         |
| Vice    | 2. | 13 Julho 2014 | BRD Bucharest Open, Bucareste, Romênia               | Saibro   | Çağla Büyükakçay | Elena Bogdan Alexandra Cadanțu   | 4–6, 6–3, [5–10] |
| Vice    | 3. | 12 Abril 2015 | Katowice Open, Katowice, Polônia                     | Duro (i) | Gioia Barbieri   | Ysaline Bonaventure Demi Schuurs | 5-7, 6-4, [6–10] |